# 大津力
大津 力（おおつ つとむ、1971年〈昭和46年〉9月8日 - ）は、日本の政治家。参政党所属の参議院議員（1期）。元飯能市議会議員（3期）。

## 来歴
埼玉県飯能市出身。飯能市立飯能第一小学校、飯能市立飯能西中学校、埼玉県立所沢高校、駿河台大学経済学部経営情報学科を卒業。ビッグホリデー株式会社勤務を経て1997年に学習塾を開業。
父親のギャンブル依存症からの脱却を支援する経験をきっかけに政治を志し、2013年の飯能市議会議員選挙に無所属で立候補し初当選。以後3期務める。2022年に参政党に入党。
2024年10月、飯能市議会議員を辞職し、第50回衆議院議員総選挙に北関東ブロックから参政党公認で立候補するも、参政党が同ブロックで議席を確保できず落選。
2025年7月、第27回参議院議員通常選挙に埼玉県選挙区から参政党公認で立候補し、初当選した。

## 選挙歴
| 当落 | 選挙                     | 執行日         | 年齢 | 選挙区             | 政党   | 得票数     | 得票率 | 定数 | 得票順位 /候補者数 | 政党内比例順位 /政党当選者数 |
| ---- | ------------------------ | -------------- | ---- | ------------------ | ------ | ---------- | ------ | ---- | ------------------ | ---------------------------- |
| 当   | 2013年飯能市議会議員選挙 | 2013年4月21日  | 41   | ーー               | 無所属 | 1206票     | ーー   | 19   | 15/25              | /                            |
| 当   | 2017年飯能市議会議員選挙 | 2017年4月23日  | 45   | ーー               | 無所属 | 1722票     | ーー   | 19   | 5/26               | /                            |
| 当   | 2021年飯能市議会議員選挙 | 2021年4月25日  | 49   | ーー               | 無所属 | 1366票     | ーー   | 1    | 13/22              | /                            |
| 落   | 第50回衆議院議員総選挙   | 2024年10月27日 | 53   | 比例北関東ブロック | 参政党 | ーー票     | ーー   | 19   | /                  | 1/0                          |
| 当   | 第27回参議院議員通常選挙 | 2025年07月20日 | 53   | 埼玉県選挙区       | 参政党 | 46万5278票 | 13.62% | 4    | 4/15               | /                            |